# Macrosemiocotzus americanus
Macrosemiocotzus americanus è un pesce osseo estinto, appartenente ai macrosemiidi. Visse nel Cretaceo inferiore (Albiano, circa 110 milioni di anni fa) e i suoi resti fossili sono stati ritrovati in Messico.

## Descrizione
Questo pesce era di piccole dimensioni, e non doveva superare i 10 centimetri di lunghezza. Il corpo era relativamente allungato, e la testa terminava in un muso affusolato rivolto verso il basso. Tra le caratteristiche principali di Macrosemiocotzus vi erano una pinna dorsale divisa in due, con un'area priva di scaglie su ogni lato dell'area del corpo sottostante la pinna, e la presenza di piccoli denti appuntiti sulle ossa prearticolari e coronoidi. Le scaglie di Macrosemiocotzus erano fortemente ornamentate.

## Classificazione
Macrosemiocotzus americanus venne descritto per la prima volta nel 2004, sulla base di fossili ritrovati nelle cave Tlayúa (Tepexi de Rodriguez, Messico centrale) risalenti all'Albiano. Le caratteristiche morfologiche denotano questa specie come appartenente ai macrosemiidi, un gruppo di pesci ossei di piccole dimensioni e dotati di un cranio caratteristico, considerati rappresentanti dei semionotiformi. Analisi filogenetiche indicano che Macrosemiocotzus era strettamente imparentato ai generi Macrosemius e Legnonotus (quest'ultimo molto più antico).

## Significato dei fossili
La scoperta dei fossili di Macrosemiocotzus in Messico indica una distribuzione più ampia di questo gruppo all'interno dell'oceano Tetide, e rappresenta il ritrovamento più occidentale dei macrosemiidi.